# إكس (محرر نصوص)
إكس (بالإنجليزية: ex)‏ هو محرر أسطر لأنظمة يونكس. الإصدار الأصلي من إكس كان نسخة متقدمة من محرر يونكس القياسي إد ed، حيث أن إكس كان مماثلاً لإد، باستثناء أن المفاتيح Switches والخيارات تم تعديلها لكي تصبح أكثر سهولة في الاستخدام. الاسم إكس هو اختصار لكلمة ممتد EXtended.